# فریتس مایر
فریتس مایر (به آلمانی: Fritz Meier؛ ۱۰ ژوئن ۱۹۱۲ بازل – ۱۰ ژوئن ۱۹۹۸ دورناخ) اسلام‌شناس سوئیسی بود که به خاطر آثار مهم و گسترده‌اش دربارهٔ تصوف مشهور است.

## زندگی
فریتز مایر در ۱۰ ژوئن ۱۹۱۲ در بازل به دنیا آمد. او در کانتون بازل لندشافت بزرگ شد.
وی در ورزشگاه بدنسازی (ومنیتسچست) شرکت کرد. در آغاز در سال ۱۹۳۲ او در دانشگاه بازل به تحصیل در رشته زبان یونانی، سامی شناسی و آشورشناسی پرداخت.
او به زودی به مطالعات اسلامی روی آورد و شاگرد عثمانی‌شناس و مورخ رودلف تشودی (۱۹۶۰–۱۸۸۴) شد که تحت نظارت او با پایان‌نامه‌ای دربارهٔ زندگی صوفی ابواسحاق کازرونی، دکترای خود را به دست آورد. در سال ۱۹۳۵ او به دنبال هلموت ریتر (۱۸۹۲–۱۹۷۱) به استانبول رفت و در آنجا به کارهای آکادمیک راه یافت. در سال ۱۹۶۳ خود را به مقام استاد دانشگاه رساند. مایر در سال ۱۹۷۴ از دانشگاه تهران و در سال ۱۹۹۲ از دانشگاه فرایبورگ دکترای افتخاری دریافت کرد. از سال ۱۹۸۶ به بعد عضو متناظر آکادمی علوم و علوم انسانی هایدلبرگ بود.
نوشته‌های او تأثیر زیادی بر دنیای دانشگاهی گذاشت. او در مورد اشکال متعدد عرفان اسلامی، نسخه‌های خطی اسلامی به زبان‌های فارسی و عربی، رابطه خاورمیانه و تاریخ فرهنگی اروپا، تاریخ دین به‌طور کلی و فرهنگ عامه نوشت.
آثار او دربارهٔ عارف بزرگ ایرانی ابوسعید ابوالخیر و شاعر ایرانی مهستی از جامع‌ترین تحقیقات موجود در این زمینه به‌شمار می‌رود. پ

### شروع حرفه
وی در ایام جوانی و هنگام تحصیلات دانشگاهی به برخی کشورهای اسلامی، مانند ایران، مصر و ترکیه سفر نمود و مدت‌ها در شهر استانبول ترکیه نزد «رودلف چودی» و با همکاری هلموت ریتر ۱۹۷۱–۱۸۹۲م. در شناسایی آثار خطی مشرق زمین و طبقه‌بندی دقیق و تهیه فهرستی از آنها، فعالیت کرد. اولین آثارش، حاصل مطالعات او در کتابخانه مسجد استانبول است. مایر از سال‌های اقامت در این شهر اسلامی و شاگردی نزد رودلف و معاونت ریتر، خاطرات خوش و امیدوار کننده ای دارد او دربارهٔ رودلف چودی می‌نویسد: سیمای معنوی او به روشنی متأثر از دو شخصیت شرق‌شناس یعنی یاکوب و بکر بود.
یاکوب، چودی را به راهی هدایت کرد که سرانجامش دستیابی به حقایق علمی گسترده‌ای بود. چودی، در آن ایام سفری به ترکیه نمود و در بازگشت تعداد قابل توجهی از نسخه‌های خطی نفیس فارسی و عربی را با خود به سوئیس برد. این نسخه‌ها منابع و مآخذ پر محتوا و ارزشمندی بود که چودی در طول عمر خود از آنها بهره برد و در پایان عمر، آنها را به دانشگاه بازل اهدا کرد.
چودی با بکر آشنا گردید و بعدها جایش را در دانشگاه هامبورگ گرفت. این ارتباط موجب گردید که مایر از تحقیق دربارهٔ تصوف به مسائل تاریخی روی آورد در خصوص علوم اسلامی به تحقیق بپردازد.
چودی در قضاوت بسیار خوددار بود و خیلی دیر رای صادر می‌کرد. وی غالباً به جنبه‌های مفید و مثبت انسان‌ها توجه داشت. همیشه آماده تحسین دیگران بود و برای دفاع از مظلومان و محرومان، آمادگی کامل داشت. خانه اش، محفلی برای شاگردان و علاقه مندان به‌شمار می‌آمد. این خصوصیات چودی به مایر نیز سرایت کرد و وی نیز برای پژوهش در مسائل جهان اسلام و موضوعات اسلامی بسیج گردید. هلموت ریتر که مایر از وی نیز تأثیر پذیرفته بود، رشته مورد علاقه خویش را، علوم انسانی می‌دانست و تک نگاری را بهترین و تنها راه تحقیق در رشته مورد علاقه خود تلقی کرد. او به تنهایی سخت‌ترین کارهای علمی و پژوهشی را پیش گرفت و برای پیچیده‌ترین مسائل علمی، راه حل به دست می‌آورد. وی آنچه را وظیفه خود می‌دانست، انجام می‌داد و به ملامت دیگران وقعی نمی‌نهاد.
فریتس مایر، سالیان دراز در بیروت به تحقیق و مطالعه پرداخت. مؤسسه خاورشناسی آلمان که برای بزرگداشت وی اقدام به تجدید طبع برخی از نوشته‌هایش کرده‌است، تنها آن دسته از مقالاتی را که حاصل تحقیقات مایر در بیروت بوده‌است، فراهم آورده‌است

## نگاشته‌ها
آثاری داشت که در هنگام حیات دربارهٔ طبع آنها اقدامی به عمل نیاورده بود؛ اما در لحظات واپسین زندگی، آنها را به وصی علمی شاگرد خود، خانم دکتر گودرون شوبرت سپرد و وی در صدد برآمد تا این نوشته‌ها را نخست تنظیم کند و سپس چاپ نماید. نخستین کتاب پس از مرگ فریتس مایر، کتاب «تصلیه» است که به کوشش شاگرد دیگر مایر (برند راتکه) و خانم شوبرت به چاپ رسید. این کتاب، دامنه وسیع و عمق پژوهش‌های این دانشمند سوئیسی را در موضوعی که حتی از نظر بسیاری از محققان مسلمان مورد غفلت قرار گرفته، نشان می‌دهد.
کتاب دیگر مایر «ابو سعید ابوالخیر، افسانه و حقیقت» نام دارد که حاصل ده سال پژوهش وی می‌باشد که در ایران و به سال ۱۳۷۹ جایزه تشویقی کتاب سال را به دست آورد. این کتاب علاوه بر آن که حاوی زندگی و احوال ابو سعید ابوالخیر می‌باشد، مفاهیم عرفان و تاریخ تصوف را دربردارد.
از دیگر آثار ارزنده مایر، کتاب «بهاء ولد» است. فریتس مایر در این کتاب کوشیده‌است تا چهره وی را مستقل از مولوی ترسیم کند و خطوط اصلی اندیشه و مبانی عرفانی اش را جدای از پسرش شرح دهد. مایر با برخوداری از میراث فلسفی و ادبی عمیقی که در دانشگاه و نزد اساتید خویش آموخته بود و با اشرافی که بر مقوله حکمت داشت، کوشید این زیر بنای فکری را تحقیق کند. نگاهی به از دیگر آثار مایر، تحقیق و تحلیل دربارهٔ رباعی‌های بانوی شاعر ایران است. توجه مایر در این گونه آثار، صرفاً به بررسی وجوه و مشخصات ادبی این اشعار نبود؛ بلکه وی به صرافت طبع، بازتاب فرهنگی و معنوی اشخاص گمنام جامعه شهری ایران در قرون وسطی را در نظر داشته‌است. مایر رساله ای دربارهٔ اسماعیله و عرفان نیز دارد.

## مرگ
او در ۱۰ ژوئن ۱۹۹۸ در دورناچ درگذشت.

## آثار
- ابواسحاق الکازارونی. لایپزیگ ۱۹۴۸.
- Vom Wesen der islamischen Mystik. بازل ۱۹۴۳.
- فاوائح الأمال و فاواتیح الأعلال دس نعم الدین الکبری. ویزبادن ۱۹۵۷.
- Die schöne Mahsatī. Ein Beitrag zur Geschichte des persischen Vierzeilers. ویزبادن ۱۹۶۳.
- ابوسعید ابوالخیر. ۱۹۷۳.
- بهاء ولد. 1989.[۱۱]